# 加納明
加納 明（かのう あきら、1971年8月8日 - ）は、日本の男性俳優、声優。愛知県出身。エフエンタープライズ所属。
本名は加納 重明（かのう しげあき）。加納 詞桂章（かのう しげあき）の芸名で活動していた時期があった。

## 来歴
日本大学芸術学部演劇学科中退。文学座付属演劇研究所、昴演劇学校を経て、劇団昴に所属していた。

## 人物
特技・趣味は殺陣、バイク。特技は剣舞（翔山流 奥伝教士）、殺陣、居合。

## 出演

### テレビドラマ
- 中学生日記
- 徳川慶喜（1998年） - 吉田稔麿
- 京都迷宮案内 第2シリーズ（2000年）
- 音の犯罪捜査官・響奈津子（2002年）
- 伝説のマダム（2003年）
- 国盗り物語（2005年） - 服部小平太

### 映画
- 実録ヒットマン 北海の虎（2003年） - 坂本

### テレビアニメ
- 金田一少年の事件簿（1997年 - 1999年） - 白峰辰貴、真田コージ、城晋一郎
- MASTERキートン（1998年） - クルト
- 名探偵コナン（1999年） - 倉田征二
- STRANGE DAWN（2000年） - グローナ

### OVA
- ONE PIECE 倒せ!海賊ギャンザック（1998年） - 海賊
- 銀河英雄伝説外伝 叛乱者（2000年） - ハルトマン・ベルトラム

### ゲーム
- リフレインラブ 〜あなたに逢いたい〜（1997年） - 矢茂哲哉
- リフレインラブ2（1999年） - 矢茂哲哉

### 吹き替え

#### 映画
- 追跡者（1998年） ※ソフト版
- 愛のトリートメント（1999年） - 大佐〈アルフレッド・モリーナ〉
- ザ・グリード（1999年） ※ソフト版
- ジャッカル（1999年） ※ソフト版
- ワイルド・ワイルド・ウエスト（2000年） ※ソフト版

#### ドラマ
- ナイトフォール - エンジェル〈デヴィッド・ボレアナズ〉
- フロム・ジ・アース/人類、月に立つ - スチュ・ルーサ〈ジョージ・ニューバーン〉
- 緊急迎撃指令アカプルコH.E.A.T.（2004年） - ブレット
- 天国の階段（2004年）

#### アニメ
- バグズ・ライフ（1999年）

### 特撮
- 七星闘神ガイファード（1996年） - 風間将人/デスファード

### 舞台
- 喜劇「女房は幽霊」（2011年9月6日-25日、京都四條南座）